# Відцентровий регулятор

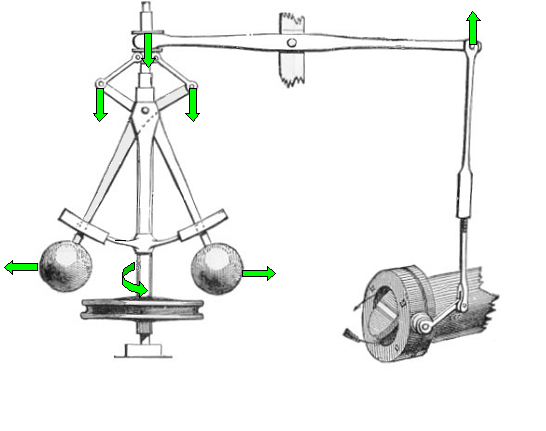
Спосіб дії відцентрового регулятора

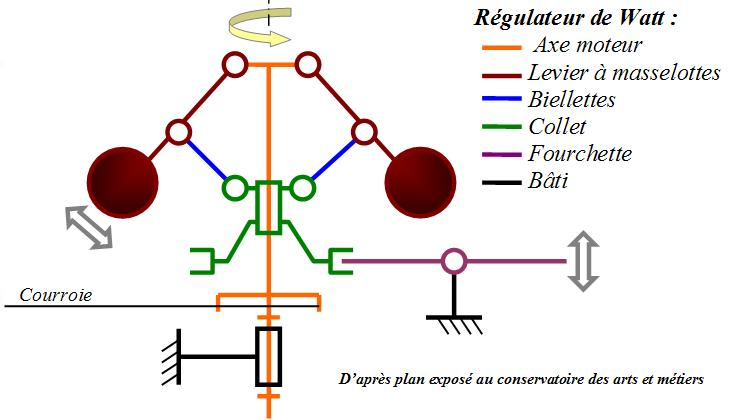
Кінематична схема регулятора Ватта

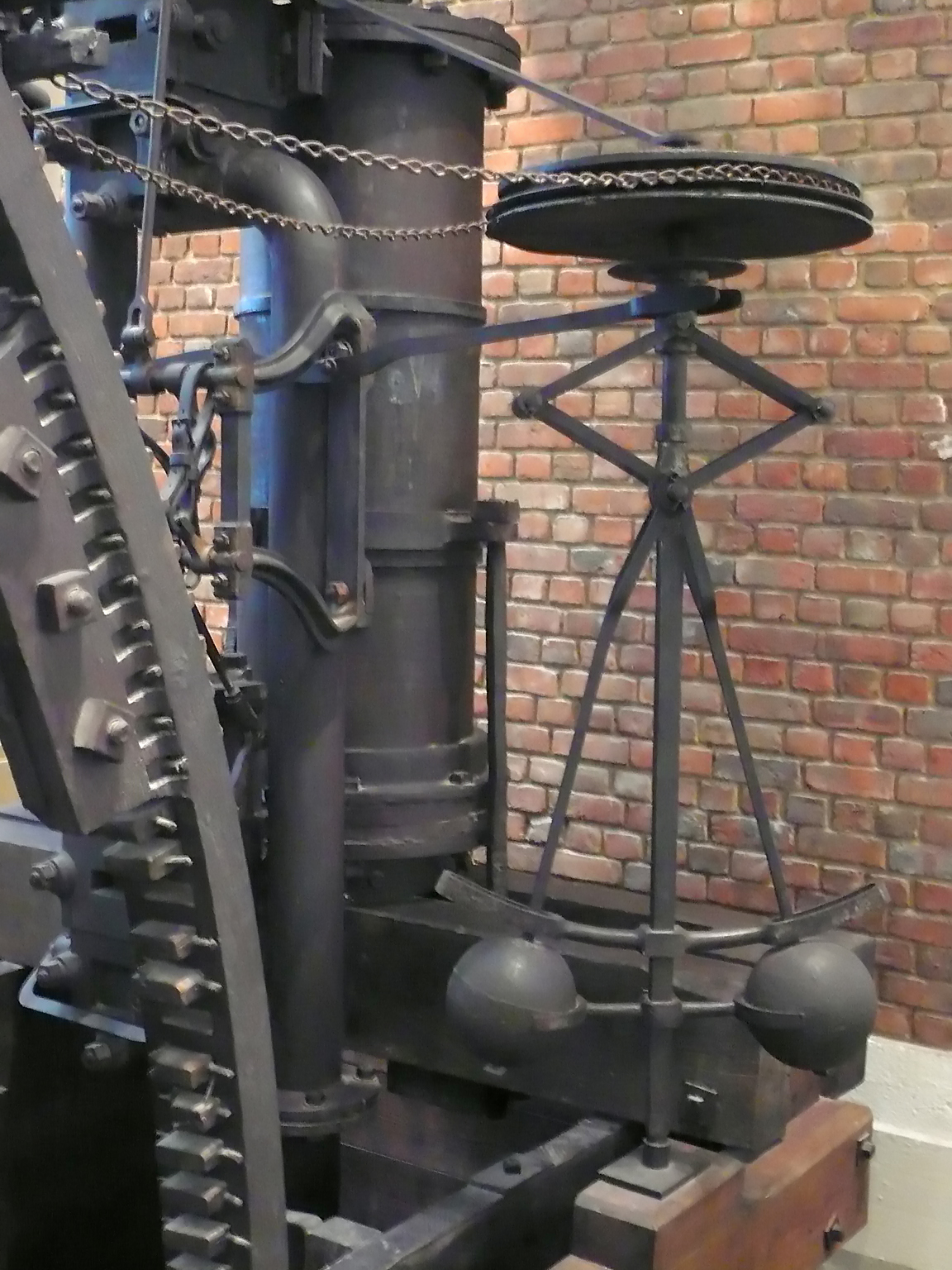
Відцентровий регулятор на паровій машині Болтона-Ватта (Boulton&Watt) (1788)

Відцентро́вий регуля́тор (регуля́тор Ва́тта) — автоматичний пристрій, робота якого ґрунтується на використані відцентрової сили для стабілізації обертання шляхом впливу на положення дросельної заслінки регулювання подавання пари в парову машину. Інакше — механізм, який створює негативний зворотний зв'язок для керування швидкістю обертання в машинах різноманітних способів дії та призначення. Вперше його використав 1788 року Джеймс Ватт.
У паровій машині було важко керувати потужністю. Складно було втримати сталі оберти за змінного навантаження. Регулятор Ватта самостійно зменшував чи збільшував подавання пари, утримуючи постійною частоту обертання.

## Будова
Відцентровий регулятор складається з:
- вала регулятора із приводним шківом чи зубчастим колесом;
- двох тягарців, підвішених на важелях;
- двох тяг, що сполучають важелі з муфтою;
- ковзна по валу муфта;
- коромисла, одним кінцем закріпленого у виїмці муфти, а другим сполученого з тягою привода дросельної заслінки.

## Принцип роботи
Якщо машина перебуває в спокої то тягарці (кульки) знаходяться внизу, а заслінка у відкритому стані. Якщо подати пару, то парова машина почне працювати. Обертове колесо машини передає рух на регулятор обертів — кульки починають обертатись. На кульки регулятора діють дві сили. Сила тяжіння, що намагається опустити кульки вниз, а також відцентрова сила, що силкується перемістити кульки у напрямку від осі обертання. За такої будови регулятора, це призведе до підняття кульок вгору. Рух кульок через ковзну втулку і систему важелів спричинить закривання заслінки, а це зменшить подавання пари до парової машини. Частота обертів знизиться, зменшиться і відцентрова сила, кульки опускаються спричиняючи відкриття заслінки, що забезпечить збільшення подавання пари.
Залежно від підібраних показників машини, регулятора, подавання пари і навантаження — парова машина могла ритмічно підтримувати коливання частоти обертання в межах певного значення, а якщо параметри добре підібрані, то встановлювалась незмінна швидкість. Для забезпечення стійкості роботи, необхідно щоби ковзна втулка переміщалась в умовах тертя. Чим вищий момент інерції механізму, тим сильнішим повинно бути тертя. На сучасних потужних двигунах для цього використовується демпфер.
Регулятор зображений на малюнку є гравітаційним регулятором, що забезпечує стабілізацію тільки однієї частоти обертання. Щоби змінити цю швидкість слід було зупинити машину і замінити кульки на легші (менші оберти) або важчі (більші оберти). Наступні конструкції регулятора, мали у своїй будові додаткову пружину з регулюванням натягу. Таким способом до двох сил, що згадані вище додалось зусилля пружини, котре легко піддається регулюванню.

## Використання
Крім використання у парових машинах, відцентрові регулятори застосовують:
- для усталення обертів двигуна внутрішнього згорання, наприклад, у пересувних електростанціях;
- для регулювання кута випередження запалювання у бензинових двигунів внутрішнього згорання;
- у механізмі перемикання передач автоматичних коробок передач автомобільної техніки;
- в генераторних установках вітроелектростанцій, тощо.